# Ciclisme als Jocs Olímpics d'estiu de 1904
Als Jocs Olímpics de 1904, set proves de ciclisme foren disputades, totes en pista i masculines.
Només participaren ciclistes dels Estats Units. Fou l'única edició en què s'usaren distàncies basades en la milla per determinar la longitud de les proves.

## Resum de medalles

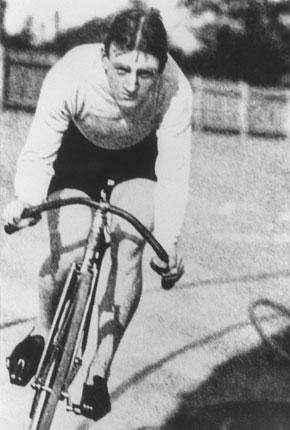
Marcus Hurley

| Prova                | Or             | Argent            | Bronze            |
| 1/4 de milla detalls | Marcus Hurley  | Burton Downing    | Teddy Billington  |
| 1/3 de milla detalls | Marcus Hurley  | Burton Downing    | Teddy Billington  |
| 1/2 de milla detalls | Marcus Hurley  | Teddy Billington  | Burton Downing    |
| 1 milla detalls      | Marcus Hurley  | Burton Downing    | Teddy Billington  |
| 2 milles detalls     | Burton Downing | Oscar Goerke      | Marcus Hurley     |
| 5 milles detalls     | Charles Schlee | George E. Wiley   | Arthur F. Andrews |
| 25 milles detalls    | Burton Downing | Arthur F. Andrews | George E. Wiley   |

## Medaller
| Posició | País         | Or | Argent | Bronze | Total |
| 1       | Estats Units | 7  | 7      | 7      | 21    |